# Jug Face
Jug Face è un film del 2013 diretto da Chad Crawford Kinkle.

## Trama
Ada, una ragazza che vive nei boschi in una vera e propria setta, rimane incinta del fratello Jessaby. In concomitanza a tale evento, la ragazza viene promessa in sposa ad un altro membro della comunità. Questo costituisce un grave problema dal momento che le tradizioni della comunità prevedono che la sua verginità venga dimostrata pubblicamente prima del matrimonio. La comunità è protetta da un'entità che si cela all'interno di un pozzo: tale entità offre salute e prosperità ai membri della setta in cambio di regolari sacrifici umani. L'entità è inoltre in costante comunicazione con il vasaio della setta Dawai, al quale invia stati di trance durante i quali l'uomo scolpisce vasi col volto della vittima predestinata.
Quando Ada scopre un'anfora con il suo volto, per salvare la sua vita e quella del suo bambino decide di nasconderla. Ciò dà tuttavia inizio ad una lunga serie di morti: l'entità inizia a reclamare membri della comunità uno dopo l'altro e Ada è in grado di vedere la scena ogni volta per volere della stessa entità. Mentre la sua famiglia scopre la sua mancata verginità e l'entità inizia a reclamare anche membri dello stesso nucleo familiare, Ada entra in contatto un'altra entità, la quale le comunica come consegnarsi alla fossa sia l'unico modo per fermare la carneficina. La ragazza non vuole tuttavia sacrificare sé e suo figlio e scappa insieme a Dawai verso la città: qui si rifugiano presso un commerciante che costituisce l'unico contatto che hanno mai avuto con la civiltà, il quale tuttavia preferisce lavarsene le mani e contattare il padre ci Ada.
Recuperati dalla comunità, i due vengono frustati in pubblico e Dawai viene legato affinché possa essere prelevato dall'entità: il trattamento ricevuto dal suo stesso padre causa l'aborto di Ada, la quale decide allora di rivelare ai genitori come il padre del bambino fosse in realtà il suo ormai defunto fratello. Suo padre, incredulo, decide di interrogare lo stesso Dawai per capire se sia lui il vero padre del bambino: proprio in questo momento l'entità uccide anche il padre di Ada. Rassegnata al corso degli eventi, nonostante suo nonno le offra un'ultima occasione per scappare via, la ragazza decide di rivelare a tutti di aver nascosto la sua anfora e di lasciare che la comunità la sacrifichi alla fossa.

## Produzione
Il film e il relativo cast sono stati annunciati pubblicamente nel 2012. L'attrice Sean Young è stata sottoposta a un trucco invecchiante per poter interpretare il ruolo a lei assegnato.

## Distribuzione
Il film è stato distribuito direttamente per il mercato on demand, approdando solo in un secondo momento nel circuito cinematografico e nel mercato home video.

## Accoglienza
Sull'aggregatore Rotten Tomatoes il film riceve il 76% delle recensioni professionali positive con un voto medio di 6,4 su 10 basato su 21 critiche, mentre su Metacritic ottiene un punteggio di 58 su 100 basato su 9 critiche.